# 上海宗教
上海宗教主要包括佛教、道教、伊斯兰教、天主教和基督教新教等，负责相关事务的政府部门为上海民族和宗教事务委员会。

## 佛教

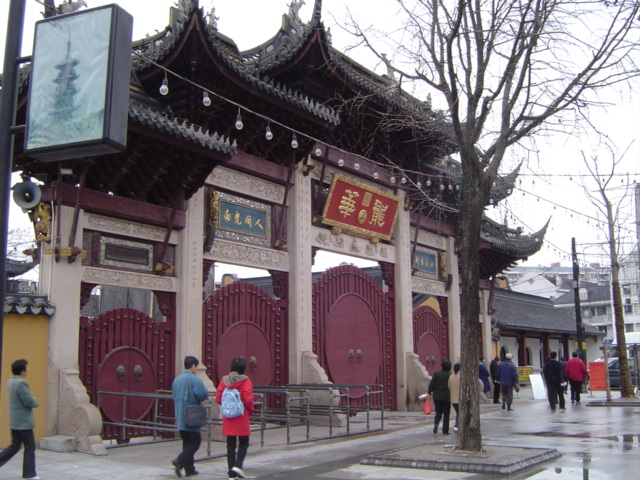
沪上名刹龙华寺

上海地区佛教昌盛。最早可追溯至三国时期的孙吴。孙吴赤乌年间，佛教传入上海。上海出现第一座寺庙，沪渎重玄寺，宋大中祥符元年改名静安寺，南宋嘉定九年迁今址。为沪上佛教之始。南朝梁和五代吴越国时期，江南盛行佛教，上海亦受到其深远影响。此后，佛教在申城随时局时而兴盛时而低谷，到1949年，全市有僧人1771人、比丘尼1528人，寺庙凡1950处。1949年以后，上海佛教经历了一系列的政治变化。至1966年，全市仅余寺339座，僧人347人，比丘尼597人。文化革命开始后，除玉佛寺作为文物保护单位封存，留僧人13名以外，其余寺庙和上海市佛教协会均停止宗教活动，直至1979年8月。1979年以后，上海佛教重新得到恢复，此后发展壮大，亦举办过多次大型佛教活动。2010年上海世界博览会期间，尼泊尔馆迎得佛祖舍利抵沪，受到上海和中国佛教僧侣和信徒的顶礼。
目前，上海地区最为主要的寺庙，共有五座，因为规模及其重要性被列为汉族地区佛教全国重点寺院，包括龙华寺、玉佛寺、静安寺、沉香阁和圆明讲堂，它们都具有相当久的历史与相当的规模，香火鼎盛，虽然地处闹市，却仍然拥有若干殿宇和庭院，其中龙华寺和静安寺的历史都创建于三国时期。此外上海市区及郊区还有例如下海庙 等中小型寺庙，香火也较为鼎盛，是沪上信众礼佛的去处。

### 著名寺庙
- 上海龙华寺
- 静安寺
- 上海玉佛寺

## 道教

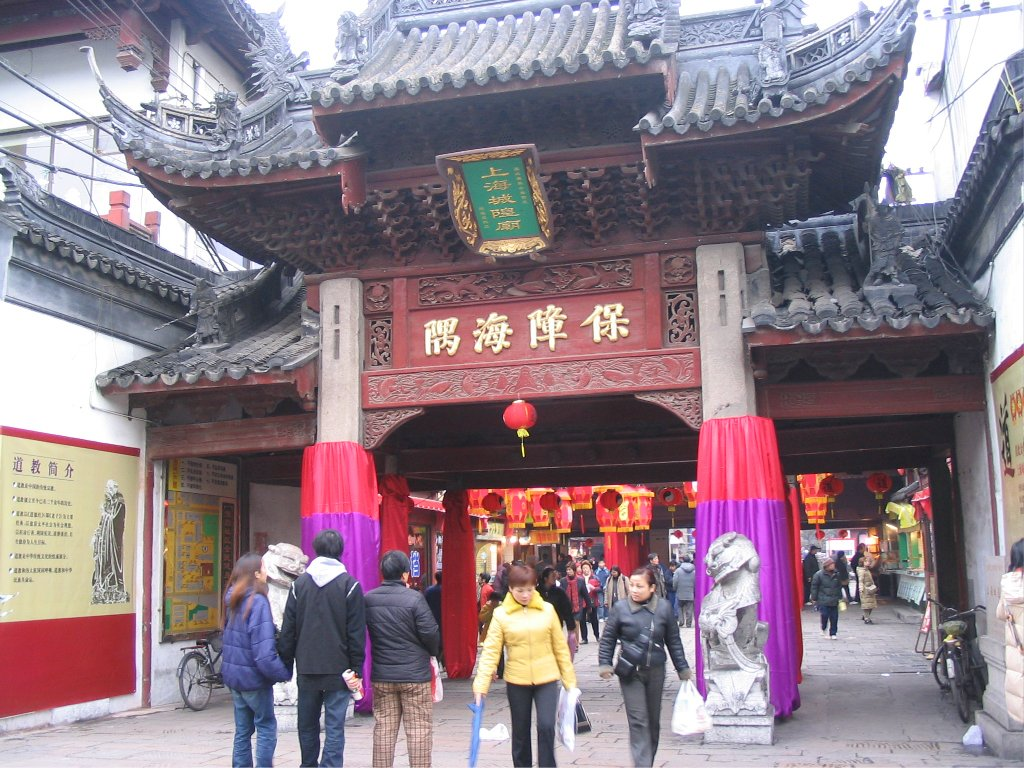
城隍庙位於方浜中路入口

上海道教主要始于三国时期孙吴时期。上海地区第一座道观为吴末帝孙皓在今大金山岛建的冠军神庙，以祭祀汉大司马大将军霍光。明代，由于政府的提倡，道教中的正一道逐渐占据主导地位，这对上海和江南其他地区的道教发展产生重要影响。到1949年，上海有道观236座，其中211座在郊县和上海市郊。在市区的15座道观全部属于为全真派。此外全真派另有道院146家，也均在市区。1966年以后，上海道教活动停止。1982年得到恢复。目前，全市有道观11座，其中最著名的2座道教宫观为上海城隍庙和海上白云观，分别属于正一道 和全真道。

### 著名道观
- 上海城隍庙
- 海上白云观

## 伊斯兰教
伊斯兰教最早是随宋代在上海镇经商的大食商人进入上海。元至正年间，松江始建松江真教寺。上海开埠后，因为江淮水灾和太平天国的原因。大批原居住于南京、镇江、扬州等地的穆斯林移居上海，大部分居住在今天沪西即普陀地区。1966年，由于文革爆发，除小桃园清真寺以外，其余清真寺均被关闭，直至1979年。目前，上海著名的清真寺包括南市小桃园清真寺和沪西清真寺。信众仍以回族、维吾尔族等少数民族为主。

## 天主教

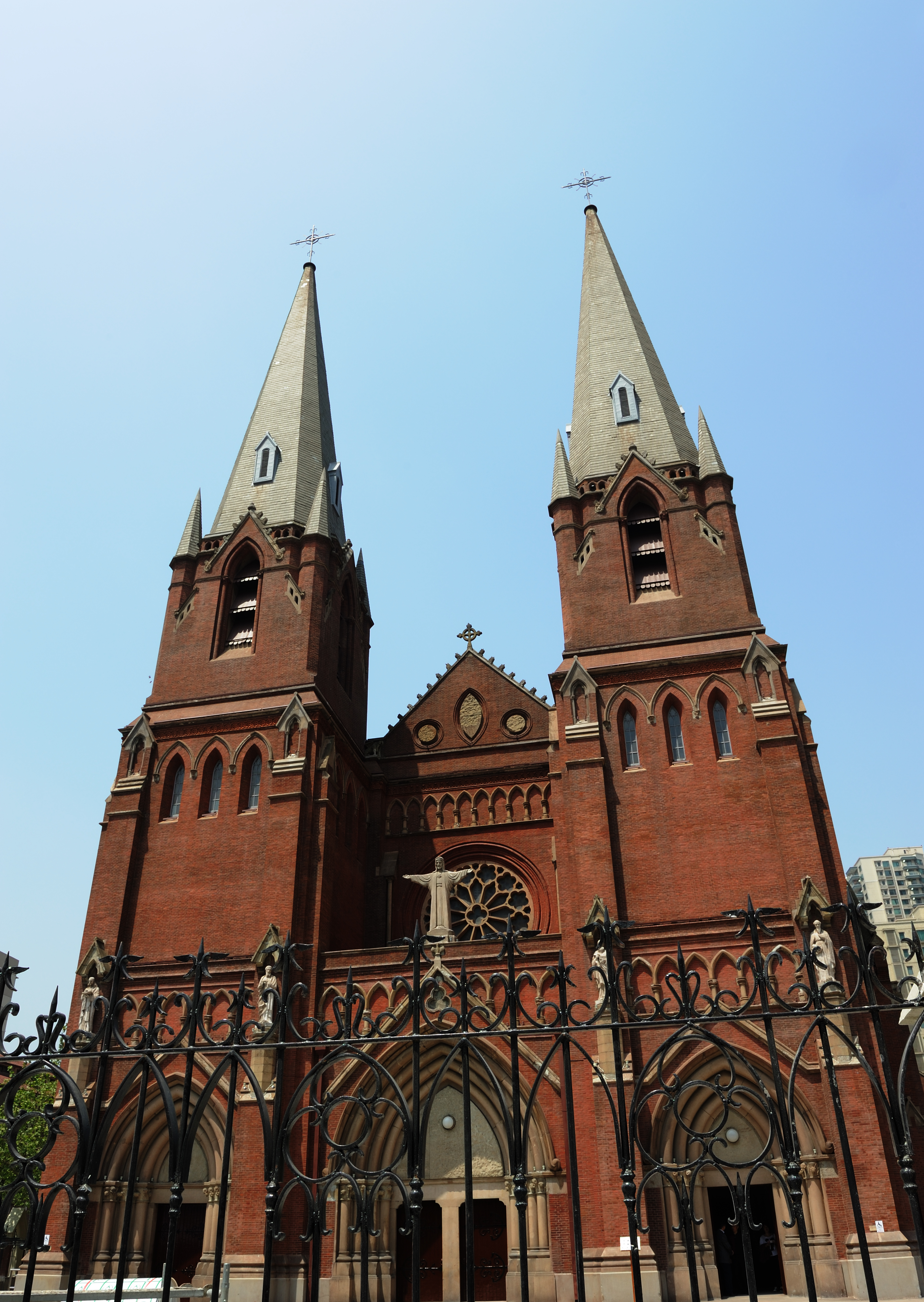
徐家汇天主教堂

明万历三十六年十二月，上海人徐光启邀请天主教耶稣会传教士郭居静来沪。在徐府设立礼拜场所，并传播天主教。此为天主教在沪之始。到雍正年间，清政府严令禁止天主教之前，上海地区的教徒已到8万人，占据全国1/4的数量。在清朝中叶的禁教时期，在浦东和松江地区仍有不少人在地下状态中信仰天主教。1840年代，法国耶稣会传教士以上海徐家汇为基地，开辟包括江苏、安徽2省在内的江南传教区。他们在上海市内兴建的主要天主教堂包括徐家汇圣依纳爵主教座堂、董家渡圣方济各堂、上海圣若瑟堂（四川南路）和上海圣伯多禄堂（重庆南路），在郊县也建起了佘山进教之佑圣母大殿、浦东露德圣母堂（唐镇）等许多大型教堂，佘山圣母大殿位于佘山山顶，是中国大陆经过教廷正式册封的仅有的2处圣母朝圣地之一（另一处在河北省清苑县东闾中华圣母堂）。1949年以后，由于罗马教廷和中国政府的关系，天主教在沪发展的较为艰难。1979年以后，上海教区的情况有所改善，但一般仍由上海市宗教管理机构进行管理。

### 著名天主教堂
- 佘山进教之佑圣母大殿（宗座圣殿、圣母朝圣地）
- 徐家汇圣依纳爵主教座堂（主教座堂）
- 董家渡圣方济各沙勿略堂（原主教座堂）
- 洋泾浜圣若瑟堂（四川南路）
- 唐墓桥露德圣母堂（圣母朝圣地）（浦东新区唐镇）
- 无原罪始胎圣母堂（遵义南路）
- 圣弥额尔堂（曹家渡）
- 圣母圣心堂（怒江路）
- 上海圣伯多禄堂（重庆南路）
- 君王堂（巨鹿路）
- 大通路圣女小德肋撒堂（大田路）
- 虹口耶稣圣心堂（南浔路）
- 和平之后圣母堂（惠民路）
- 胜利之后圣母堂（闸北育婴堂路）
- 圣母七苦堂（阳泉路）
- 张家楼耶稣圣心堂（金桥红枫路）
- 傅家玫瑰圣母堂（浦东大道）
- 其昌栈圣若瑟堂（浦东大道）

## 基督教新教
基督教新教在上海开埠的同一年，即1843年由英国伦敦会传教士麦都思传入。此后，美国圣公会（以创办圣约翰大学著称）、美南浸信会、美南监理会、美北长老会以及基督复临安息日会等众多的差会陆续进入上海。来自英美各教派的各大差会，包括未在上海进行传教工作的中国内地会，都选择在上海设立本教派在中国或者远东地区的传教总部。20世纪上半叶，有一些中国人创立的重要教派，例如石美玉创立的伯特利教会、倪柝声创立的基督徒聚会处和赵世光创立的灵粮堂，都发源于上海或以上海为主要基地。1951年传教士撤退以后，由新政府支持的负责具体管理全国基督教事务的中国基督教三自爱国运动委员会和中国基督教协会设立于上海，现址在九江路上海圣三一堂。1958年实行联合礼拜以后，上海市区的教堂数目从200多所下降到十余所，而这一规模大体延续至今。文化大革命结束后，教堂重新开放，这时出现了基督教信徒人数持续的急剧增长。2005年，上海现有可统计信徒18万多人。开放的基督教堂点164处，其中市区教堂仍以老教堂居多，如原属监理会的慕尔堂（沐恩堂）、景林堂，原属浸信会的怀恩堂，原属长老会的清心堂、鸿德堂、闸北堂，原属内地会的新恩堂，原属圣公会的上海诸圣堂、上海圣三一堂，以及上海国际礼拜堂。只有沪东堂等少数教堂进行了扩建。但是在1958年被占用的容纳信徒最多的上海地方教会南阳路聚会所没有归还教会。

### 著名新教教堂
- 慕尔堂（沐恩堂）
- 景林堂
- 上海怀恩堂
- 新恩堂
- 上海国际礼拜堂
- 沪东堂
- 鸿德堂
- 清心堂
- 上海诸圣堂
- 上海圣三一堂
- 闸北堂
- 惠中堂
- 沪西礼拜堂
- 普安堂

## 其他宗教

### 东正教
东正教最早于1905年来到上海，并在闸北建主显堂。1917年十月革命后，东正教随着大批流亡俄侨发展起来。他们离华后，上海东正教几乎消失。
1941年，上海有东正教堂10所。主要教堂有主显堂（曾作主教座堂，1932年毁于一·二八事变，原址在今河南北路43号）的圣尼古拉斯教堂（今皋兰路16号）和著名景观圣母大堂（今新乐路55号）。1965年3月，东正教上海教区华籍主教杜润臣主教病故，宗教活动停止，教职人员转业。
- 圣母大堂，位于亨利路（今新乐路）55号（劳而东路，今襄阳北路路口西南转角），紧邻今日的襄阳公园。
- 圣尼古拉斯堂，位于高乃依路（皋兰路）16号
- 主显堂，位于闸北区河南北路43号。毁于1932年一二八事变
- 提唤堂，位于衡山路737弄1号俄国商业学校，1948年停止活动
- 救主堂，位于惠民路120弄5号，1956年停止活动
- 俄国女中圣母堂，位于茂名南路。1948年停止活动
- 安得烈堂，位于南昌路220弄13号。1948年停止活动
- 圣母修道院，位于复兴中路1229号。1948年停止活动

### 犹太教
- 拉结会堂（西摩路会堂），亚可布·沙逊建立。位于西摩路（今陕西北路500号），可以容纳3000～4000人，是远东地区最大的犹太会堂。1948年关闭。后为上海市教育局礼堂。
- 拉都会堂，由俄罗斯犹太人建立。位于法租界拉都路（今襄阳南路）102号。可容纳1000人。1965年关闭。1990年代拆除。
- 阿哈龙会堂，欧司爱·哈同建立。位于博物院路20号（今虎丘路42号），可容纳400余人，1946年关闭。后为《文汇报》社占用。1990年代拆除。
- 摩西会堂（华德路会堂），俄罗斯犹太人建立。位于华德路（今长阳路）62号，可容纳300人左右。1956年关闭。1998年设立上海犹太人纪念馆。
- 百老汇会堂，租用百老汇大戏院（今霍山路57号百老汇舞厅），服务于中欧犹太难民。1945年关闭。
- 东海会堂，犹太教自由派。租赁东海大戏院（今海门路144号东海电影院）。1945年关闭。

### 锡克教
上海的锡克人和锡克教徒来自印度旁遮普省，主要在上海公共租界担任巡捕以及司阍（门卫）。1907-1908年，上海公共租界工部局在宝兴路建立了第一座锡克教谒师所。1915-1916年，又在上海公共租界戈登路捕房（今江宁路）修建一所巡捕专用的谒师所。1939年和1940年，又在马霍路（今黄陂北路）249弄156号和舟山路218号建造两所小型的谒师所。1956年，上海锡克人大多离开上海前往香港。1962年，最后一批20名上海锡克人也前往香港。谒师所也宣告关闭。宝兴路谒师所旧址已被公布为虹口区登记不可移动文物。
- 宝兴路谒师所
- 戈登路谒师所
- 馬霍路谒师所
- 舟山路谒师所

### 祆教
祆教在1845年由印度帕西人商人传入上海。1852年，帕西人已在上海开设8家洋行。至1950年，帕西人在上海共开设了20家洋行。此外，在万国商团中也有不少帕西人。他们在上海首先设立了波斯公所，即祆教公墓。
- 上海祆祠（白头礼拜堂，Parsee Prayer Hall），位于福州路538号，建于1866年，1933年改建，建筑面积140平方米，可容200人。1952年3月，最后一名祆教徒离开上海，祆祠关闭。1967年祆祠改为工厂。1980年改为黄浦区少年宫。1995年拆除。